# Hipoclorito de litio
El hipoclorito de litio es un compuesto químico con la fórmula química de LiOCl Es la sal de litio del ácido hipocloroso. Está formado por cationes de litio (Li+
) y aniones de hipoclorito (−
OCl ). Es un compuesto cristalino incoloro. Se utiliza como desinfectante de piscinas y reactivo de algunas reacciones químicas.

## Seguridad
Dosis de 500 mg/kg causan signos clínicos perjudiciales y una mortalidad significativa en ratas.  El uso de desinfectantes a base de cloro en el agua doméstica, aunque generalizado, ha generado cierta controversia debido a la formación de pequeñas cantidades de subproductos nocivos como el cloroformo. Los estudios no mostraron absorción de litio si se utilizaron piscinas con hipoclorito de litio. 